# Verónica Cuadrado
Verónica María Cuadrado Dehesa (* 8. März 1979 in Santander) ist eine spanische Handballtrainerin und ehemalige Handballspielerin.

## Vereinskarriere
Cuadrado wechselte 2002 vom spanischen Verein Akaba Bera Bera zu SD Itxako. 2004 unterschrieb die Kreisläuferin einen Vertrag bei Astroc Sagunto. Mit Astroc Sagunto gewann sie 2005 die spanische Meisterschaft und den Supercup. Im Sommer 2011 wechselte sie zum dänischen Erstligisten Randers HK. Nachdem Cuadrado 2012 mit Randers die Meisterschaft gewonnen hatte, wechselte sie zum Ligarivalen KIF Vejen. Eine Spielzeit später kehrte sie jedoch wieder nach Randers zurück. Nach der Saison 2014/15 verließ sie den Verein und kehrte nach Spanien zurück.

## Auswahlmannschaften
Cuadrado stand mehrfach im Aufgebot der spanischen Nachwuchsmannschaften sowie der A-Auswahl der RFEBM.
Sie stand erstmals am 12. April 1995 für die spanische Jugendnationalmannschaft auf dem Feld. Bis August 1997 wurde sie in 27 Länderspielen eingesetzt und warf darin 38 Tore. Mit der Auswahl nahm sie an der U-17-Europameisterschaft 1997 in Österreich teil, bei der Spanien Europameister wurde.
Ab Mai 1998 rückte sie in die Juniorinnenauswahl Spaniens auf. Cuadrado wurde auch bei der U-19-Europameisterschaft 1998 (5. Platz) und der U-20-Weltmeisterschaft 1999 (6. Platz) eingesetzt. Bis August 1999 stand sie in 28 Spielen auf dem Feld und warf dabei 130 Tore.
Cuadrado bestritt am 20. Oktober 1999 ihr erstes Länderspiel mit der spanische Nationalmannschaft. Bis Juni 2013 lief sie insgesamt 180 Mal für Spanien auf und erzielte 238 Tore. Ihr erstes großes Turnier war die Europameisterschaft 2002 (13. Platz), sie spielte auch bei der Weltmeisterschaft 2003 (5. Platz), der Europameisterschaft 2004 (8. Platz) und den Mittelmeerspielen 2005 (1. Platz). Mit Spanien zog sie bei der Europameisterschaft 2008 ins Finale ein. Sie belegte sie mit der Auswahl den 5. Platz bei den Mittelmeerspielen 2009, bei der Weltmeisterschaft 2009 Platz 4, bei der Europameisterschaft 2010 Platz 11. Im Jahr 2011 gehörte sie dem spanischen Aufgebot bei der Weltmeisterschaft in Brasilien an, das die Bronzemedaille gewann. Ein Jahr später nahm Cuadrado an den Olympischen Spielen in London teil, wo sie ebenfalls die Bronzemedaille gewann. Bei der Europameisterschaft 2012, ihrem letzten großen Turnier, belegte sie mit Spaniens A-Nationalmannschaft Platz 11. Ihr letztes Spiel im Dress der RFEBM-Auswahl bestritt Cuadrado am 7. Juni 2013.

## Trainerin
Ab August 2015 war sie beim spanischen Verein Club Balonmano Camargo in der Nachwuchsförderung tätig. Im August 2019 übernahm sie das Co-Traineramt bei Helvetia Alcobendas. Zum Saisonbeginn 2022/23 wurde sie beim spanischen Erstligisten KH-7 Granollers als Co-Trainerin vorgestellt. Nachdem im Januar 2023 die Cheftrainerin Dolores Martín von ihren Aufgaben entbunden wurde, entschloss sie sich ebenfalls den Verein zu verlassen. Seit dem Sommer 2023 trainierte sie eine Nachwuchsmannschaft bei BM Morvedre. Seit September 2024 ist sie als Teammanagerin der spanischen Frauennationalmannschaft tätig. Cuadrado führte die Jugendauswahl des BM Morvedre zur spanischen Meisterschaft der Saison 2024/2025. Anschließend verließ sie den Verein. Sie übernahm im Sommer 2025 das Training bei Club Handbol Mislata.

## Erfolge
- spanischer Meister 2005
- spanischer Supercup 2005
- dänischer Meister 2012
- Bronzemedaille bei den Olympischen Spielen 2012
- Bronzemedaille bei der Weltmeisterschaft 2011
- Silbermedaille bei der Europameisterschaft 2008
- spanische Jugend-Meisterschaft der Saison 2024/2025 (als Trainerin)